# Otelo Saraiva de Carvalho

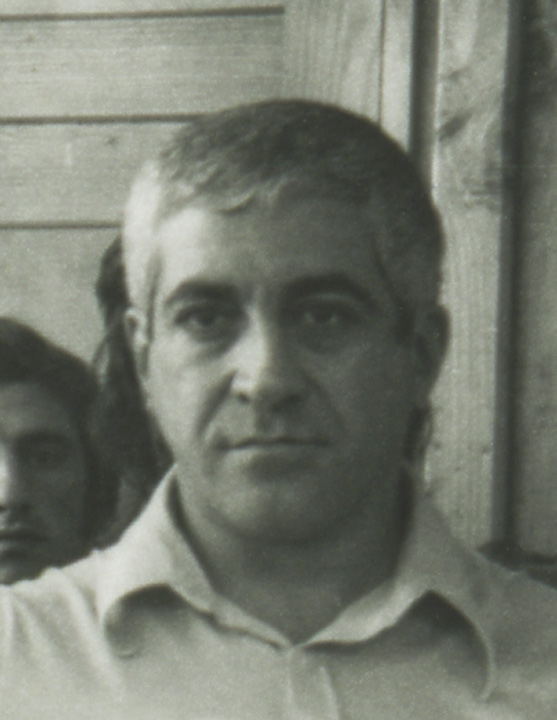
Otelo Saraiva de Carvalho – Stratege der unblutigen Nelkenrevolution in Portugal

Otelo Nuno Romão Saraiva de Carvalho [ɔˈtɛlu sɐˈɾajvɐ dəkɐɾˈvaʎu] (* 31. August 1936 in Lourenço Marques; † 25. Juli 2021 in Lissabon), auch „Oscar“ genannt, war ein portugiesischer Offizier, der als wichtiger Stratege der Nelkenrevolution vom 25. April 1974 galt.

## Leben
Otelo Saraiva de Carvalho hatte ab 1961 viele Jahre im Kolonialkrieg in Afrika verbracht und gehörte zu den Verschwörern der Bewegung der Streitkräfte MFA, die am 25. April 1974 putschten, wobei Otelo die Rolle des hauptsächlichen Organisators des Putsches zugeschrieben wird. Seine Leistung bei der unblutigen Befreiung des Landes von der Diktatur wurde auch von politisch Andersdenkenden anerkannt. In den Monaten danach befehligte er die Truppen des „Comando Operacional do Continente“ (COPCON), die die Ordnung im Land sichern und den Revolutionsprozess fördern sollten.
Im Laufe des Jahres 1975 verschärften sich die Macht- und Richtungskämpfe in der Streitkräftebewegung MFA. In dieser Entwicklung stellten Otelo und COPCON den am weitesten links stehenden Flügel dar, der am 25. November 1975 in einer Militäraktion unter António Ramalho Eanes ausgeschaltet wurde. Im Jahre 1976 kandidierte Otelo für das Präsidentenamt gegen Eanes und unterlag mit 16,46 % der Stimmen.
Später wurde Otelo wegen Kontakt oder Mitgliedschaft bei den Forças Populares 25 de Abril (FP-25) angeklagt, die in den folgenden Jahren Attentate in Portugal verübt hatten. Seine Rolle hierbei blieb in der Öffentlichkeit wie auch vor den Gerichten kontrovers, von seinen Freunden wurde ein politischer Racheakt vermutet. Nach dreijähriger Untersuchungshaft in Lissabon und mehrjähriger Inhaftierung im Militärgefängnis von Tomar wurde er letztlich amnestiert und eine Wiederaufnahme des Verfahrens wegen offenbar weiterhin strittiger Beweislage niedergeschlagen. Seitdem war er als Kleinunternehmer tätig.

## Zitate
Im Jahr 2011, als Portugal die Welt um internationale Finanzhilfe bat, erklärte Otelo Saraiva de Carvalho, er hätte die Revolution von 1974 nicht gemacht, wenn er gewusst hätte, wie das Land jetzt dastehen würde. Weiter sagte er, dass ihn jeden Tag die Menschen auf der Straße bäten, „nochmal einen 25. April, einen weiteren Militärputsch“, auszurufen.